# 밤티마을 큰돌이
《밤티마을 큰돌이》는 KBS 2TV에서 2001년 9월 16일부터 2001년 9월 23일까지 방영된 드라마시티이다.

## 등장 인물
- 이요섭
- 조양자
- 차기환
- 남능미
- 김조은